# АЭС Пойнт-Бич
АЭС Пойнт-Бич (англ. Point Beach Nuclear Plant) — действующая атомная электростанция на севере США.  
Станция расположена на берегу озера Мичиган близ городка Ту-Риверс в округе Манитовок штата Висконсин, в 7 км от АЭС Кевони.

## Информация об энергоблоках
| Энергоблок  | Тип реакторов          | Мощность | Мощность | Начало строительства | Физпуск    | Подключение к сети | Ввод в эксплуатацию | Закрытие |
| Энергоблок  | Тип реакторов          | Чистый   | Брутто   | Начало строительства | Физпуск    | Подключение к сети | Ввод в эксплуатацию | Закрытие |
| ----------- | ---------------------- | -------- | -------- | -------------------- | ---------- | ------------------ | ------------------- | -------- |
| Пойнт-Бич-1 | PWR, W (2-loop) DRYAMB | 591 МВт  | 640 МВт  | 19.07.1967           | 02.11.1970 | 06.11.1970         | 21.12.1970          | —        |
| Пойнт-Бич-2 | PWR, W (2-loop) DRYAMB | 591 МВт  | 640 МВт  | 25.07.1968           | 30.05.1972 | 02.08.1972         | 01.10.1972          | —        |